# Regering-Coëme
De regering-Coëme (3 februari 1988 - 10 mei 1988) was een Waalse regering, onder leiding van Guy Coëme. De regering bestond uit de twee partijen: PS (51 zetels) en PSC (25 zetels). 
De regering volgde de regering-Wathelet op, na de verkiezingen van 13 december 1987 en werd opgevolgd door de regering-Anselme, die gevormd werd na het ontslag van Guy Coëme en Philippe Busquin.

## Samenstelling
De regering-Coëme telde zes ministers: 3 voor de PS en 3 voor de PSC.
| Naam | Naam                       | Partij | Partij | Functie en bevoegdheden                                                               |
| ---- | -------------------------- | ------ | ------ | ------------------------------------------------------------------------------------- |
|      | Guy Coëme (1946)           |        | PS     | Minister-president en Minister Water, Landelijke Vernieuwing, Natuurbehoud en Bestuur |
|      | Philippe Busquin (1941)    |        | PS     | Minister Economie, KMO's en Werkgelegenheid                                           |
|      | Amand Dalem (1938-2018)    |        | PSC    | Minister Begroting, Financiën en Huisvesting                                          |
|      | André Cools (1927-1991)    |        | PS     | Minister Lokale Besturen en Gesubsidieerde Werken                                     |
|      | Albert Liénard (1938-2011) |        | PSC    | Minister Ruimtelijke Ordening, Nieuwe Technologieën en Buitenlandse Betrekkingen      |
|      | Guy Lutgen (1936-2020)     |        | PSC    | Minister Landbouw, Milieu en Energie                                                  |

Dehousse I · 
Damseaux · 
Dehousse II · 
Wathelet · 
Coëme · 
Anselme · 
Spitaels · 
Collignon I · 
Collignon II · 
Di Rupo I · 
Van Cauwenberghe I · 
Van Cauwenberghe II · 
Di Rupo II ·
Demotte I ·
Demotte II ·
Magnette ·
Borsus ·
Di Rupo III ·
Dolimont ·